# Жданувек
Жданувек (пол. Żdanówek) — село в Польщі, у гміні Замостя Замойського повіту Люблінського воєводства.
Населення — 431 особа (2011).
У 1975-1998 роках село належало до Замойського воєводства.

## Демографія
Демографічна структура станом на 31 березня 2011 року:
|          | Загалом | Допрацездатний вік | Працездатний вік | Постпрацездатний вік |
| -------- | ------- | ------------------ | ---------------- | -------------------- |
| Чоловіки | 214     | 56                 | 147              | 11                   |
| Жінки    | 217     | 46                 | 132              | 39                   |
| Разом    | 431     | 102                | 279              | 50                   |